# 无平方因子数
无平方因子数是指其因數中，沒有一個是平方數的正整數。簡言之，將一個這樣的數予以質因數分解後，所有質因數的冪都不會大於或等於2。例如：54={\displaystyle }{\displaystyle 2\times 3^{3}}，由於54有因數是平方數（{\displaystyle 3^{2}=9}），所以54不是无平方因子数；而55={\displaystyle }{\displaystyle 5\times 11}，55沒有因數是平方數，所以55是无平方因子数。
以數學概念說明：若一個數{\displaystyle R}是无平方因子数，則對於任意平方數{\displaystyle S^{2}}且{\displaystyle S^{2}\leq R}則{\displaystyle S^{2}\nmid R}；或者說當{\displaystyle R=P_{1}P_{2}P_{3}...P_{n}}且{\displaystyle P_{1},P_{2},P_{3},...,P_{n}}皆為質數時，對於任意{\displaystyle 1\leq i,j\leq n}，{\displaystyle i\neq j}而言，{\displaystyle P_{i}\neq P_{j}}
另一方面，默比乌斯函数{\displaystyle \mu (n)\neq 0}當且僅當{\displaystyle n\geq 1}且{\displaystyle n=1}或{\displaystyle n}為无平方因子数時
前20個無平方因數的數是：1、2、3、5、6、7、10、11、13、14、15、17、19、21、22、23、26、29、30、31（OEIS數列A005117）
由於无平方因子数的所有質因數指數均為一次方，故除1以外，有關數的正因數數目必定是2的非負整數次方。
將无平方因子数分解為兩數之積，這兩數一定互質。

依定義，顯然所有的質數、楔形数、質數階乘與有4個正因數的半質數都是无平方因子数。

## 不含平方因子的数的分布
如果用Q(x)来表示1和x之间的不含平方因子的数，则：
{\displaystyle Q(x)={\frac {6x}{\pi ^{2}}}+O({\sqrt {x}})}
因此，不含平方因子的数的自然密度为：
{\displaystyle \lim _{x\to \infty }{\frac {Q(x)}{x}}={\frac {6}{\pi ^{2}}}={\frac {1}{\zeta (2)}}}
其中ζ是黎曼ζ函数。
类似地，如果用Q(x,n)来表示1和x之间的不含n次方因子的数，则我们可以证明：
{\displaystyle \lim _{x\to \infty }{\frac {Q(x,n)}{x}}={\frac {1}{\zeta (n)}}.}